# Steve Rachmad
Steve Jerome Rachmad (né le 19 novembre 1969 à Amsterdam) est un producteur et DJ néerlandais de techno. Il est considéré par beaucoup comme le père hollandais de la techno de Détroit. Son style musical se caractérise par des mélodies profondes et porteuses et des rythmes rapides et réguliers.

## Biographie
En 1981, à l'âge de 10 ans, il achète son premier vinyle : Lady (You Bring me Up) des Commodores. Dès l'âge de 12 ans, Rachmad commence à s'intéresser au mixage vinyle. À 15 ans, il joue comme DJ dans un petit club d'Amsterdam. Au même moment, il pose la première pierre de sa carrière de producteur en achetant une boîte à rythmes Roland TR-808 et sa première publication sort au milieu des années 1980. Son équipement de studio se compose en grande partie d'appareils analogiques. Rachmad se fait également connaître sous ses nombreux pseudonymes. Parmi ses projets les plus importants se trouvent Sterac, Ignacio, Dreg, Parallel 9 et Adverse Match.
En 2012, il réédite son premier album, Secret Life of Machines, à l'origine sorti en 1995. En 2015, il sort son EP Steve Rachmad vs. Sterac - In Session.

## Discographie partielle
- 1995 : Secret Life of Machines (réédité en 2012 sous le titre Sterac - Secret Life of Machines: Remastered and Remixed)
- 2015 : In Session